# Amanda Pennekamp
Amanda Helen Pennekamp (sinh ngày 17 tháng 7 năm 1981) là một nữ hoàng sắc đẹp.
Pennekamp đoạt vương miện Hoa hậu Nam Carolina 2004 vào năm 2003 và giành quyền đại diện cho tiểu bang này tại cuộc thi Hoa hậu Mỹ 2004 được tổ chức ở Hollywood, California vào tháng 4 cùng năm. Cô đoạt ngôi vị Á hậu 1. Đây là thành tích tốt nhất của tiểu bang này tại cuộc thi kể từ lúc Lu Parker đăng quang năm 1994.
Tháng 8 năm 2006, cô đoạt vương miện Hoa hậu Trái Đất Mỹ 2006. Sau đó, cô tham gia cuộc thi Hoa hậu Trái Đất 2006 được tổ chức ở Manila, Philippines và lọt vào Top 16. Đồng thời, cô có mặt trong Top 15 thí sinh Trình diễn áo tắm đẹp nhất.
Pennekamp học và nghiên cứu về giao tiếp sân khấu và lời nói tại Trường Đại học Newberry, is a member of the Alpha Xi Delta sorority. Trường đã thành lập học bổng Pennekamp cho nghệ thuật biểu diễn để vinh danh cô.
Cô đang sinh sống tại Columbia, South Carolina. Hiện, cô là người mẫu và MC cho Vegas Entertainment Network. Cô đã kết hôn với Brian Bluestein. Họ có một con trai và một con gái.